# Руднянська сільська рада (Старовижівський район)
| Руднянська сільська рада — колишній орган місцевого самоврядування у Старовижівському районі Волинської області з адміністративним центром у с. Рудня. Водоймища на території, підпорядкованій даній раді: річка Вижівка. Сільській раді були підпорядковані населені пункти: - с. Рудня - с. Кукуріки - с. Сьомаки |

## Склад ради
Рада складалася з 12 депутатів та голови.

## Населення
Згідно з переписом УРСР 1989 року чисельність наявного населення села становила 790 осіб, з яких 360 чоловіків та 430 жінок.
За переписом населення України 2001 року в селі мешкала 751 особа.

### Мова
Розподіл населення за рідною мовою за даними перепису 2001 року:
| Мова       | Відсоток |
| ---------- | -------- |
| українська | 99,36 %  |
| російська  | 0,52 %   |
| білоруська | 0,13 %   |